# Possotomè
Possotomè ist ein Arrondissement im Département Mono im westafrikanischen Staat Benin. Es ist eine Verwaltungseinheit, die der Gerichtsbarkeit der Kommune Bopa untersteht.

## Demografie und Verwaltung
Gemäß der Volkszählung 2013 des beninischen Statistikamtes INSAE hatte das Arrondissement 7782 Einwohner, davon waren 3769 männlich und 4013 weiblich.
Von den 83 Dörfern und Quartieren der Kommune Bopa entfallen acht auf Possotomè:
1. Akokponawa
2. Ouassa-Kpodji
3. Ouocomè
4. Oussa Tokpa
5. Possotomè
6. Sèhomi-Datoh
7. Sèhomi-Kogbomè
8. Zinwégoh